# Alan Anderson
Alan Jeffrey Anderson (Minneapolis, 16 ottobre 1982) è un ex cestista statunitense, professionista nella NBA, in Italia, Russia, Croazia, Israele e Spagna.
È soprannominato Double A.

## Carriera

### College
Alan Anderson è nato nel 1982 nel Minnesota (USA). Ha frequentato la DeLaSalle High School. Poi dal 2001 fino al 2005 ha giocato a Michigan State.

### NBA

#### Charlotte Bobcats (2005-2007)
Nel 2005 dopo non essere stato scelto al Draft, ha ottenuto un contratto con i Charlotte Bobcats. Nella sua prima stagione NBA ha giocato 36 partite e ha chiuso con una media di 5,8 punti a partita e quasi 2 rimbalzi. L'anno successivo venne tagliato nel novembre 2006 dai Bobcats. Andò a giocare nei Tulsa 66ers (in cui ebbe come compagno Will Conroy che poi ritrovò a Bologna) nella NBDL, fino al marzo 2007, mese in cui tornò a giocare negli Charlotte Bobcats, con cui terminò la stagione.

### Le varie esperienze in giro per l'Europa (2007-2010)
Nel 2007-2008 giocò in Italia, con la Virtus Bologna.
Successivamente giocò anche in Russia al Triumf Ljubercy, in Croazia al Cibona Zagabria (con cui vinse il Campionato 2008-09) e in Israele con il Maccabi Tel Aviv.

### La breve parentesi in D-League (2010)
Si candidò al Draft della D-League 2010, dove viene scelto come seconda scelta assoluta dai New Mexico Thunderbirds.
Tuttavia la sua avventura durò solo 10 partite dato che in dicembre tornò a giocare in Europa.

### Ritorno in Europa: Barcellona (2010-2011)
Nel dicembre 2010 venne acquistato dal Barcellona. A fine anno coi blaugrana vinse il Campionato Spagnolo e la Copa Del Rey.

### In Cina: Shandong Golden Star (2011-2012)
Dopo la stagione con il Barcellona, dopo aver declinato un'offerta della Virtus Bologna che voleva riprenderlo, andò a giocare in Cina con i Shandong Golden Star. Tuttavia all'inizio del 2012 dopo 31 partite lasciò la squadra

### Seconda parentesi in D-League e ritorno in NBA (2012-2017)

#### Toronto Raptors (2012-2013)
Nel marzo 2012 venne aggregato alla rosa dei Toronto Raptors, squadra che milita nella NBA, dopo aver disputato 8 partite in D-League con i Canton Charge, con un contratto di 10 giorni. Viste le prestazioni convincenti firmò un altro contratto di 10 giorni, per poi rifirmare fino alla fine della stagione. Le sue ottime prestazioni con la franchigia canadese convinsero il coach Dwane Casey a far partire Anderson nel quintetto base al posto di James Johnson. A fine stagione firmò con i Raptors per un altro anno. In Canada vi rimase fino alla fine della stagione 2012-2013 totalizzando 639 punti in 82 partite complessive.

#### Brooklyn Nets (2013-2015)
Il 30 luglio 2013 firmò per i Brooklyn Nets. Ai Nets Anderson trovò molto spazio in uscita dalla panchina nei suoi 2 anni di militanza. A Brooklyn disputò anche le sue prime gare in post-season, andando pure a 11 punti di media il secondo anno; tuttavia non furono abbastanza i punti dato chee i Nets uscirono (dignitosamente) in gara-6 contro gli Atlanta Hawks.

#### Washington Wizards (2015-2016)
Il 12 luglio 2015 firmò un contratto annuale con gli Washington Wizards. Tuttavia la stagione non fu delle migliori,sia per la squadra che non raggiunse i playoffs (decimo posto complessivo nella Eastern Conference) sia per Alan dato che lui subì un grave infortunio alla caviglia il 14 ottobre 2015 durante la pre-season che fece slittare il debutto di Anderson al 25 febbraio 2016 nella gara esterna contro i Chicago Bulls (persa 109-104) dove lui segnò 9 punti in 16 minuti.

#### Los Angeles Clippers (2016-2017)
A fine anno rimase svincolato. Il 3 agosto 2016 firmò un contratto annuale coi Los Angeles Clippers andando a giocare per la prima volta in carriera in un contender per il titolo NBA. Ai Clippers ritrovò Paul Pierce, suo compagno di squadra nei Brooklyn Nets. Debutta con i Clippers nella gara interna vinta 111-80 contro i Portland Trail Blazers, mettendo a segno 9 punti e servendo 1 assist. Durante la stagione trovò molto poco spazio, essendo chiuso da J.J. Redick e il 3 volte sesto uomo dell'anno Jamal Crawford. In RS giocò 30 partite, nei playoffs invece non né giocò neanche 1. In post-season i Clippers furono eliminati al primo turno per mano degli Utah Jazz (in cui fu protagonista il suo ex compagno di squadra a Brooklyn Joe Johnson) che vinsero la serie contro la squadra di Los Angeles per 4-3.
Alla fine della stagione non rinnovò con i Clippers e rimase free agent.

### G-League: Lakeland Magic (2018)
Il 9 febbraio 2018, dopo 6 mesi senza squadra, firmò con i Lakeland Magic in G-League.

## Statistiche NBA

### Regular season
| Stagione | Squadra           | PG  | PI | MPG  | FG%  | 3P%  | FT%  | RPG | APG | SPG | BPG | PPG  |
| -------- | ----------------- | --- | -- | ---- | ---- | ---- | ---- | --- | --- | --- | --- | ---- |
| 2005-06  | Charlotte Bobcats | 36  | 7  | 15,7 | 41,4 | 41,4 | 80,5 | 1,9 | 0,9 | 0,3 | 0,1 | 5,8  |
| 2006-07  | Charlotte Bobcats | 17  | 0  | 15,1 | 45,7 | 25,0 | 82,6 | 1,9 | 1,2 | 0,4 | 0,0 | 5,8  |
| 2011-12  | Toronto Raptors   | 17  | 12 | 27,1 | 38,7 | 39,3 | 85,3 | 2,0 | 1,5 | 0,3 | 0,2 | 9,6  |
| 2012-13  | Toronto Raptors   | 65  | 2  | 23,0 | 38,3 | 33,3 | 85,7 | 2,3 | 1,6 | 0,7 | 0,1 | 10,7 |
| 2013-14  | Brooklyn Nets     | 78  | 26 | 22,7 | 40,0 | 33,9 | 78,0 | 2,2 | 1,0 | 0,6 | 0,1 | 7,2  |
| 2014-15  | Brooklyn Nets     | 74  | 19 | 23,6 | 44,3 | 34,8 | 81,2 | 2,8 | 1,1 | 0,8 | 0,1 | 7,4  |
| 2015-16  | Wash. Wizards     | 13  | 0  | 14,8 | 35,6 | 32,4 | 73,3 | 2,1 | 1,1 | 0,3 | 0,1 | 5,0  |
| 2016-17  | L.A. Clippers     | 30  | 0  | 10,3 | 37,5 | 31,8 | 75,0 | 0,8 | 0,4 | 0,1 | 0,0 | 2,9  |
| Carriera | Carriera          | 330 | 66 | 20,6 | 40,5 | 34,4 | 81,6 | 2,2 | 1,1 | 0,6 | 0,1 | 7,3  |

### Play-off
| Anno     | Squadra       | PG | PI | MPG  | FG%  | 3P%  | FT%  | RPG | APG | SPG | BPG | PPG  |
| -------- | ------------- | -- | -- | ---- | ---- | ---- | ---- | --- | --- | --- | --- | ---- |
| 2014     | Brooklyn Nets | 12 | 2  | 21,8 | 40,3 | 29,0 | 66,7 | 2,7 | 1,3 | 0,8 | 0,0 | 5,9  |
| 2015     | Brooklyn Nets | 6  | 0  | 23,7 | 61,0 | 62,5 | 66,7 | 3,5 | 1,2 | 0,7 | 0,2 | 11,0 |
| Carriera | Carriera      | 18 | 2  | 22,4 | 48,5 | 40,4 | 66,7 | 2,9 | 1,2 | 0,8 | 0,1 | 7,6  |

## Palmarès

### Squadra
- Campionato croato: 1

Cibona Zagabria: 2008-09
- Campionato spagnolo: 1

Barcellona: 2010-11
- Copa del Rey: 1

Barcellona: 2011
- Coppa di Israele: 1

Maccabi Tel Aviv: 2009-10
- Coppa di Croazia: 1

Cibona Zagabria: 2009

### Individuale
- MVP Coppa del Re: 1

Barcellona: 2011